# 源潭站
源潭站是京廣铁路的一個車站，位於中华人民共和国广东省清远市清城区源潭镇，離丰台站2215公里，广州站68公里。該站現由中国铁路广州局集团广州车务段管轄，为四等站，辦理客货运业务。
车站开通於1908年，曾於2000年9月1日改名清遠站。為配合附近京广高铁的新清遠站啟用，车站于2009年12月15日起改回源潭站。
源潭站设有2条正线、3条到发线。车站货场设有3条货物线，此外还设有通往广东天禾农资股份有限公司的专用线。

## 图集

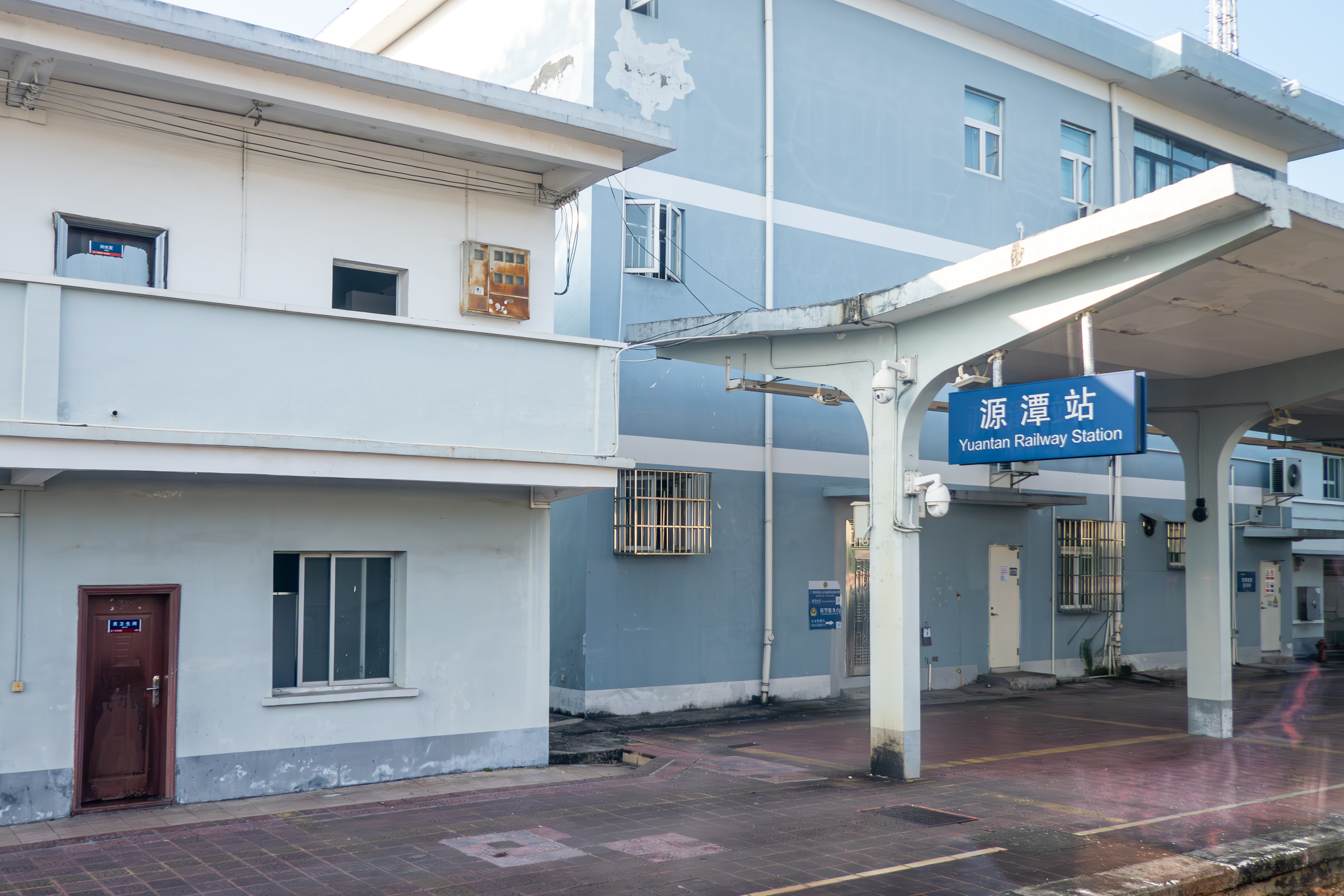
1站台
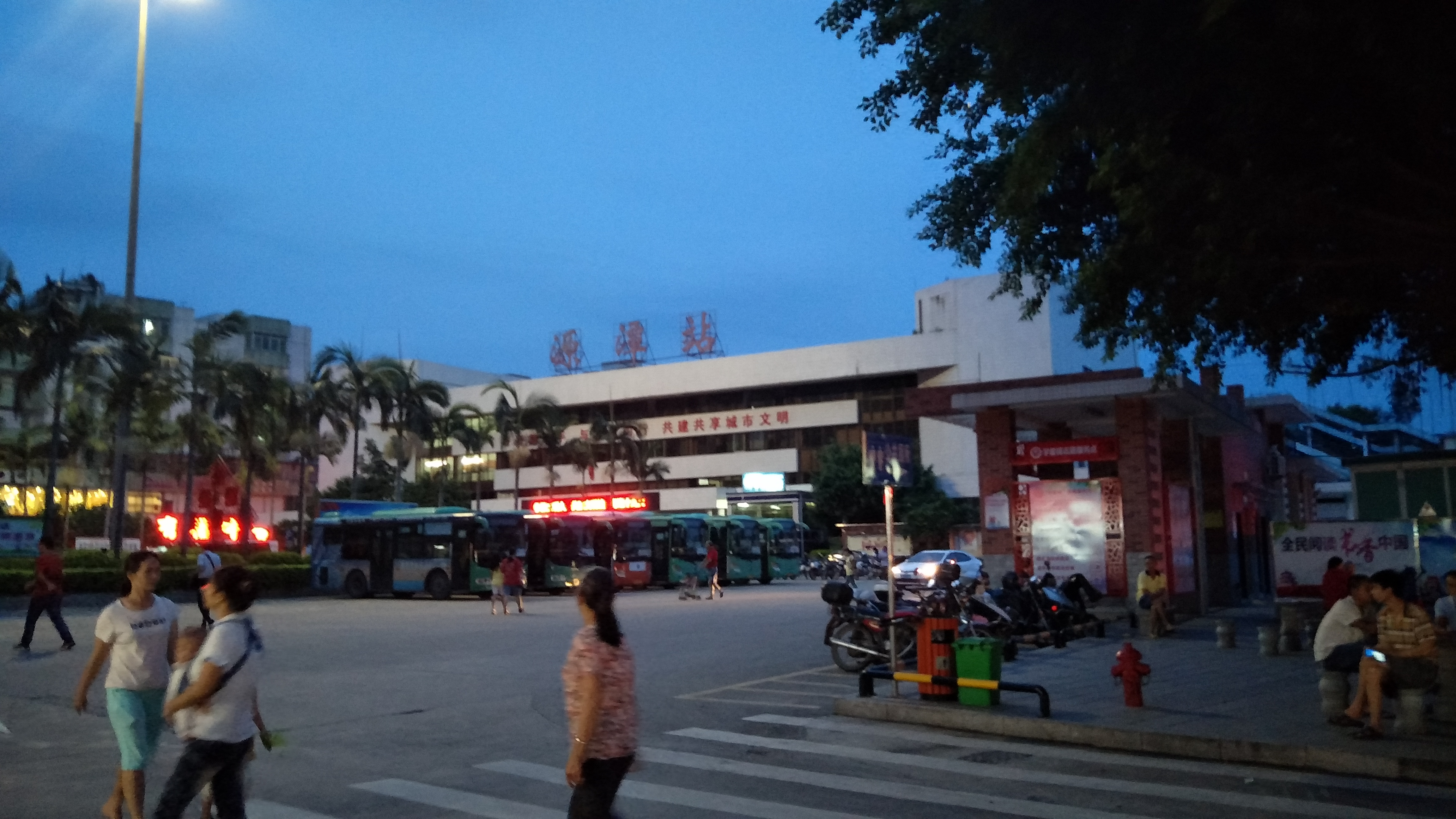
车站进站口一侧及公交总站